# یوکی فوکایا
یوکی فوکایا (ژاپنی: 深谷 友基؛ زادهٔ ۱ اوت ۱۹۸۲) یک بازیکن فوتبال اهل ژاپن است.
از باشگاه‌هایی که در آن بازی کرده‌است می‌توان به باشگاه فوتبال اوئیتا ترینیتا، اشگاه فوتبال اومیا آردیجا، باشگاه فوتبال گیفو و باشگاه فوتبال اهیمه اشاره کرد.